# Није ли романтично?
Није ли романтично (енгл. Isn't It Romantic) америчка је љубавна комедија из 2019. године у режији Тода Штрауса Шулсона, по сценарију Ерин Кардиљо, Дејне Фокс и Кејти Силберман. У филму глуми Ребел Вилсон као жена која се налази у свету у коме се све око ње одиграва као клишеирана романтична комедија PG-13. Споредне улоге глуме Лијам Хемсворт, Адам Девајн и Пријанка Чопра.
Warner Bros. Pictures је објавио филм у биоскопе у САД 13. фебруара 2019. године, а Netflix у Србији 28. фебруара 2019. године. Зарадио је 48 милиона долара наспрам буџета од 31 милион долара и добио углавном позитивне критике критичара.

## Радња
Након што се удари у главу, архитекткиња која мрзи романтичне комедије, пробуди се и открије да је њен неупадљив живот постао блистав, клише вођен љубавним комедијама.

## Улоге
| Глумац             | Улога          |
| ------------------ | -------------- |
| Ребел Вилсон       | Натали         |
| Лијам Хемсворт     | Блејк          |
| Адам Девајн        | Џош            |
| Пријанка Чопра     | Изабела        |
| Бети Гилпин        | Витни          |
| Брендон Скот Џоунс | Дони           |
| Џенифер Сондерс    | Наталина мајка |
|                    | Гари           |
| Том Елис           | др Тод         |
| Мишел Буто         | Мартина        |
| Боуен Јанг         | Донијев човек  |
| Еухенија Кузмина   | Еухенија       |